# Ruta 613 (Costa Rica)
La Ruta 613, oficialmente Ruta Nacional Terciaria 613, es una ruta nacional de Costa Rica ubicada en la provincia de Puntarenas.

## Descripción
En la provincia de Puntarenas, la ruta atraviesa el cantón de Coto Brus (los distritos de San Vito, Sabalito).